# Nadjeschda Ilmberger
Nadjeschda Gisela „Nani“ Ilmberger (* 28. Oktober 1996 in Bamberg) ist eine deutsche Basketballspielerin.

## Laufbahn
Ilmberger ist die Tochter der ehemaligen Bundesligaspieler Bernd Montag und Angelika Ilmberger. Mit der U15-Mannschaft der DJK Don Bosco Bamberg wurde sie im Juni 2010 deutsche Vizemeisterin. Seit der Saison 2010/11 stand sie unter Trainerin Janet Fowler-Michel im WNBL-Kader des „Team Oberfranken“, im Mai 2012 erreichte die Mannschaft nach einer 65:70-Niederlage im kleinen Finale den vierten Rang der Nachwuchs-Bundesliga. Im Erwachsenenbereich sammelte die Centerin als Doppellizenzspielerin ab der Saison 2011/12 mit Bamberg II und beim SC Kemmern ab 2013/14 jeweils in der viertklassigen Bayernliga und ab 2014/15 mit Kemmern in der drittklassigen Regionalliga weitere Erfahrungen.
Im Sommer 2014 wurde Ilmberger gemeinsam mit Sandra Schrüfer, Nora Duckarm und Anne-Katrin Landwehr in den Zweitliga-Kader der Bamberger DJK-Damen aufgenommen. In der 2. DBBL Süd belegte die Mannschaft den ersten Platz und scheiterte in der Finalserie mit 1:2-Siegen (61:66, 65:56, 51:64) knapp an den Rutronik Stars Keltern. Ilmberger kam in dieser Saison auf durchschnittlich knapp 19 Minuten Spielzeit sowie 6,6 Punkte und 7,4 Rebounds pro Spiel. Um ein Studium an der Universität Freiburg aufnehmen zu können, wechselte die 190 cm große Innenspielerin im August 2015 zum Eisvögel USC Freiburg in die 1. DBBL.
Mit Freiburg trat sie in der Saison 2016/17 auch im europäischen Vereinswettbewerb CEWL an. Nach zwei Jahren in Freiburg nahm Ilmberger in der Sommerpause 2017 ein Angebot des Bundesliga-Konkurrenten TV Saarlouis an.
Am 11. Juni 2020 gaben die XCYDE Angels Nördlingen die Verpflichtung Ilmbergers für die Saison 2020/21 bekannt.

### Nationalmannschaft
Ilmberger nahm im Sommer 2012 an der U16-Europameisterschaft und 2016 an der U20-EM teil. Bei dem im Juli 2016 in Portugal ausgetragenen Turnier war sie mit einem Mittelwert von 7,1 Punkten zweitbeste deutsche Korbschützin und mit 7,4 Rebounds je Begegnung innerhalb der Auswahl des Deutschen Basketball Bundes führend. Ende Juli 2017 bestritt sie ihr erstes A-Länderspiel.

## Statistiken
| Saison  | Team                        | 0GP | MPG   | FG%  | 3P%  | FT%  | RPG | APG | SPG | BPG | PPG |
| ------- | --------------------------- | --- | ----- | ---- | ---- | ---- | --- | --- | --- | --- | --- |
| 2014/15 | Brose Bamberg (2. DBBL Süd) | 24  | 18:39 | 55.0 | 50.0 | 64.8 | 7.4 | 0.7 | 0.7 | 0.4 | 6.6 |
|         |                             |     |       |      |      |      |     |     |     |     |     |
| 2015/16 | Eisvögel Freiburg           | 21  | 11:12 | 43.1 | 0.0  | 56.5 | 3.6 | 0.1 | 0.3 | 0.3 | 3.0 |
| 2016/17 | Eisvögel Freiburg           | 22  | 21:52 | 50.9 | 0.0  | 62.8 | 6.5 | 0.9 | 0.4 | 0.7 | 6.4 |
| 2017/18 | Saarlouis Royals            | 20  | 20:20 | 45.1 | 0.0  | 75.5 | 5.4 | 0.6 | 0.5 | 0.8 | 8.8 |
| 2018/19 | Saarlouis Royals            | 12  | 22:21 | 49.4 | 0.0  | 50.0 | 5.0 | 0.8 | 1.1 | 0.5 | 8.8 |
| 2019/20 | Saarlouis Royals            | 12  | 22:05 | 49.3 | 0.0  | 50.0 | 6.8 | 1.9 | 1.2 | 0.6 | 6.3 |